# Ozineus lateralis
Ozineus lateralis är en skalbaggsart som beskrevs av Monné och Martins 1976. Ozineus lateralis ingår i släktet Ozineus och familjen långhorningar. Inga underarter finns listade i Catalogue of Life.